# Узденский район
У́зденский район (бел. Уздзенскі раён) — административная единица в центральной части Минской области Республики Беларусь. Административный центр — город Узда.
Численность населения — 23 627 человек (на 1 января 2025 года).

## Географическая характеристика

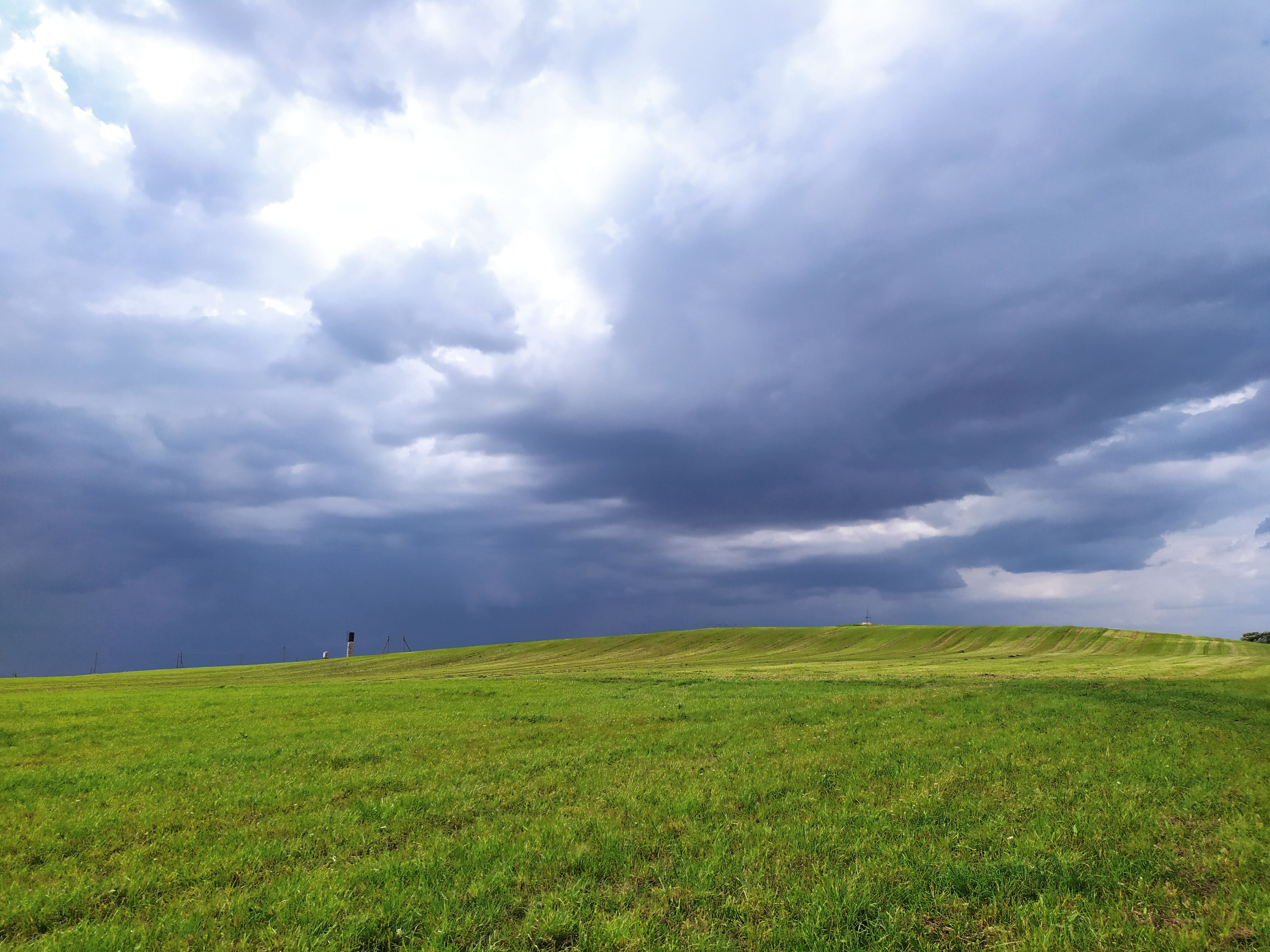
Самый высокий пункт Узденского района

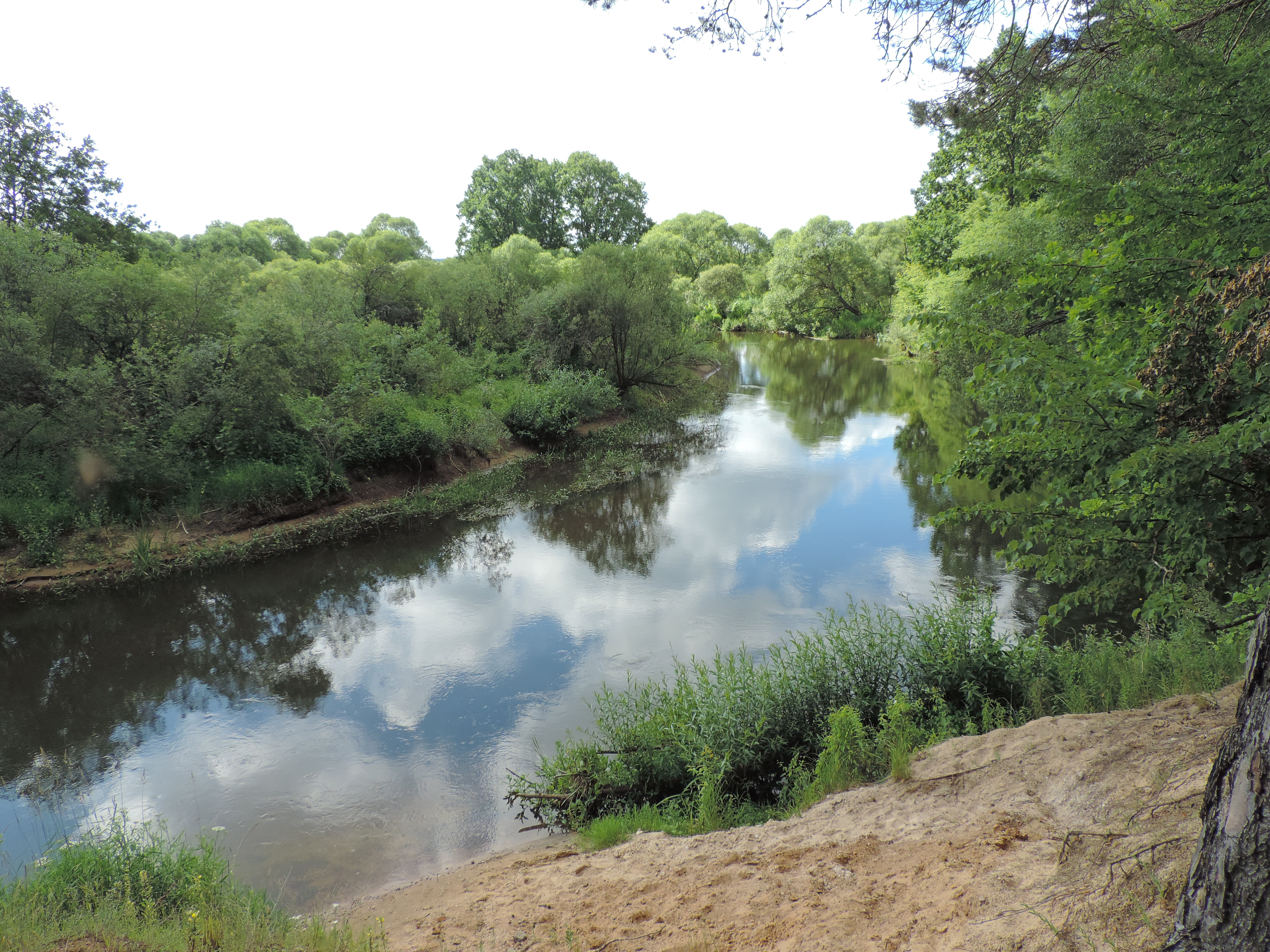
Неман в Узденском районе (около аг. Могильно)

Географически Узденский район расположен в центральной части Беларуси и Минской области, на севере административно граничит с Дзержинским и Минским районами, на юге — с Копыльским и Слуцким районами. На западе проходит административная граница со Столбцовским районом, восточнее Узденского района расположен Пуховичский район.
Поверхность района холмисто-равнинная. Бо́льшую его часть занимает Столбцовская равнина, на севере Узденщины — склоны Минской возвышенности (наивысшая точка района — около аг. Озеро). Полезные ископаемые на территории района: торф, песчано-гравийные материалы, строительные пески, глина.
Климат типичный умеренно-континентальный, территория открыта для вторжения теплых и влажных атлантических воздушных масс с запада и холодных с севера. Осадков выпадает чуть более 600 мм в год, вегетационный период – 189 дней.
Реки Узденщины относятся к бассейнам Немана и Птичи. Крупнейшими реками являются Неман с притоками Уса, Лоша, а также рекой Шать. На южных склонах Минской возвышенности, вблизи деревни Верх-Неман расположен исток Немана — Неманец, хотя в настоящее время фактически истоком этой реки является исток Усы в Дзержинском районе, которая фактически является верхним течением Немана. По территории района проходит Балтийско-Черноморский водораздел. Общая протяженность речной системы района составляет 444 км. Расположено водохранилище Лошанское.
39,4% территории района покрыто лесом, болотами — 1,6 % территории. Наибольшие болотные массивы: Лошанский торфмассив, Алёховка, часть болота Ореховский Мох. Охраняются торфяники Даниловичское болото, верхнее течение реки Лоша и Подгать, Маевщина, Подсенежатки, Занёманец, Малеевщина, Сокол, Язвина.

## Геральдика
Герб и положение о нём утверждены решением Узденского районного Совета депутатов от 30 августа 2000 года № 27, флаг – решением Узденского районного исполнительного комитета от 22 января 2009 года № 129. Герб зарегистрирован в Гербовом матрикуле Республики Беларусь 6 декабря 2000 года № 44.
Флаг учреждён Указом Президента Республики Беларусь от 1 декабря 2011 года № 564 и зарегистрирован в Государственном геральдическом регистре Республики Беларусь 5 декабря 2011 года № Б-212.

## История
Во второй половине XIX века—начале XX века территория современного Узденского района находилась в составе Игуменского (Дудицкая, Могильнянская, Слобода-Пыршавская, Узденская, Шацкая волости) и Минского уездов (Рудицкая, Станьковская волости) Минской губернии Российской империи. Во время Первой мировой войны с февраля до декабря 1918 года была оккупирована немецкими войсками. С 1 января 1919 года в составе Белорусской ССР. Во время советско-польской войны 1919—1920 годах территория была оккупирована польскими войсками с июня 1919 до июля 1920 года и с октября 1920 года, но согласно условиям договора о перемирии от 12 октября 1920 года, подтверждённых Рижским мирным договором от 18 марта 1921 года, осталась в составе Белорусской ССР.
17 июля 1924 года был образован Узденский район в составе Минского округа (до 26 июля 1930 года, затем — в прямом подчинении БССР). По реке Неман около деревень Лунино и Язвины прошёл участок государственной границы между Польшей и БССР (с 30 декабря 1922 года — в составе СССР). 20 августа 1924 года район был административно разделён на 10 сельсоветов: Зеньковичский, Каменский (с 15 августа 1974 года — Литвянский), Каменковский, Лошанский, Могильнянский (с 1 августа 1979 года — Нёманский), Присынковский, Слобода-Пыршавский, Стальбовщинский, Семеновичский, Теляковский. 4 августа 1927 года к Узденскому району был присоединён Хотлянский сельсовет (с 1 июня 1960 до 23 сентября 1996 года — Любяцкий) упразднённого Шацкого района, 18 января 1931 года присоединён Тепленский сельсовет упразднённого Самохваловичского района, 15 декабря 1931 года был присоединён Гацуковский сельсовет (упразднён 12 мая 1935 года) Слуцкого района, 31 июля 1937 года был присоединён Озёрский сельсовет Дзержинского района. 20 февраля 1938 года район был включён в состав Минской области.
В годы Великой Отечественной войны с конца июля 1941 года Узденский район был оккупирован немецко-фашистскими захватчиками, которые уничтожили в районе 5,6 тыс. чел. и сожгли 18 населённых пунктов. В начале июля 1941 года немецко-фашистской властью в Узде было организовано еврейское гетто (свыше 300 семей). Оно находилось в районе улиц Ленинской, Пролетарской и Октябрьской. Сюда свозились евреи с деревень: Лоша, Могильно, Песочное (Копыльский район), жители Узды. С июля 1941 года действовал Узденский подпольный партийный комитет (секретарь — С.П. Шибко), который в августе 1941 года наладил связь с Минским антифашистским подпольем. Инициатором подпольного движения на Узденщине был уроженец деревни Великая Уса Степан Павлович Шибко. В состав подпольного комитета входили Лазарь Григорьевич Большов, Апанас Федорович Рябой, Михаил Дмитриевич Толстой, Павел Харитонович Шибко. Активно в подпольную борьбу с фашистами включились семьи лесников Александра Степановича Шибко и Павла Макаровича Воложина, председателя колхоза Владимира Семёновича Новицкого и многих других. Уже в июле 1941 года были созданы подпольные группы в городском поселке Узда, в деревнях: Бервищи (руководитель Иван Адамович Дубовик), Озеро (руководитель Емельян Матвеевич Курбыка), Могильно (руководитель Глафира Васильевна Суслова), Теляково (руководитель Макар Данилович Шиманович), Низок (руководитель Павел Фомич Воложин). С 7 апреля 1943 до 2 июля 1944 года в районе действовал подпольный райком КП(б)Б (секретарь — М.С. Степанов), с 19 апреля 1943 до освобождения районе также действовал подпольный райком ЛКСМБ (секретари — И.Я. Жигалкович, М.П. Тумилович). Оба районных комитета базировались в 300-й партизанской бригаде им. Ворошилова. Всего на территории района сражались 14 партизанских бригад. В конце июня—начале июля 1944 года район был освобождён войсками 1-го Белорусского фронта во взаимодействии с партизанами.
16 июля 1954 года были упразднены Зеньковичский, Присынковский, Слобода-Пыршавский и Стальбовщинский сельсоветы, а также был образован Узденский сельсовет.
17 декабря 1956 года к району был присоединён Гацуковский сельсовет Гресского района, а 20 января 1960 года также были присоединены из упразднённого Руденского района Шацкий, Новопольский (за исключением населённых пунктов, переданных в состав Пуховичского района) и населённые пункты Волосач, Ковалевичи и Слопищи Сергеевичского сельсовета. Однако 1 апреля того же года Шацкий сельсовет был передан в состав Пуховичского района. 25 декабря 1962 года Узденский район был упразднён, а его территория была разделена между Дзержинским и Пуховичским районами. 30 июля 1966 года район вновь был восстановлен.
20 октября 1995 года административные единицы Узденский район и посёлок Узда, имеющие общий административный центр, объединены в одну административную единицу — Узденский район.
30 октября 2009 года был образован Дещенский сельсовет в границы которого вошла часть Озёрского сельсовета, а также населённые пункты упразднённых Тепленского и Теляковского (частично) сельсоветов.
28 мая 2013 года решением Минского областного Совета депутатов были упразднены Каменковский, Лошанский, Литвянский и Семеновичский сельсоветы. Территория Каменковского и Лошанского сельсоветов вошла в состав образованного Слободского сельсовета, территории Литвянского и часть населённых пунктов Семеновичского сельсоветов переданы в состав Узденского сельсовета, остальные населённые пункты Семеновичского сельсовета вошли в состав Нёманского сельсовета.

## Административное устройство

Административно-территориальное деление Узденского района

В Узденском районе насчитывается 6 сельсоветов, которые объединяют в своём составе 202 сельских населённых пункта. Помимо этого город Узда является городом районного подчинения и не входит в состав какой-либо административной единицы района.
| №  | Название сельсовета (города р-ного подчинения) | Адм. центр   | Население (чел., 2020) | Площадь, км² | Число хозяйств | Кол-во нас. пунктов |
| -- | ---------------------------------------------- | ------------ | ---------------------- | ------------ | -------------- | ------------------- |
| 1. | Дещенский                                      | аг. Дещенка  | ↗ 1879                 | 179,88       | 912            | 29                  |
| 2. | Нёманский                                      | аг. Могильно |                        |              |                | 27                  |
| 3. | Озёрский                                       | аг. Озеро    | 2672                   | 47,21        | 1276           | 15                  |
| 4. | Слободской                                     | аг. Слобода  | 1903                   | 280,47       | 2184           | 50                  |
| 5. | Узденский                                      | г. Узда      |                        | 117,52       |                | 45                  |
| 6. | Хотлянский                                     | аг. Хотляны  | 1860                   | 132,0        | 775            | 37                  |
| 7. | г. Узда                                        | —            | ↗ 10 700               | 6,3          | —              | 1                   |

Упразднённые сельсоветы на территории района в 2009—2013 годы:
- Каменковский
- Литвянский
- Лошанский
- Семеновичский
- Теляковский
- Тепленский

## Население
| Национальный состав населения (на 2009 год) | Национальный состав населения (на 2009 год) | Национальный состав населения (на 2009 год) | Национальный состав населения (на 2009 год) | Национальный состав населения (на 2009 год) |
| Национальность (чел.)                       |                                             |                                             | %                                           |                                             |
| ------------------------------------------- | ------------------------------------------- | ------------------------------------------- | ------------------------------------------- | ------------------------------------------- |
| белорусы — 22 058 чел.                      |                                             |                                             | 93.24 %                                     |                                             |
| русские — 1 027 чел.                        |                                             |                                             | 4.34 %                                      |                                             |
| украинцы — 204 чел.                         |                                             |                                             | 0.86 %                                      |                                             |
| поляки — 102 чел.                           |                                             |                                             | 0.43 %                                      |                                             |
| другие — 266 чел.                           |                                             |                                             | 1.12 %                                      |                                             |
| всего — 23 657 чел.                         |                                             |                                             | 100.0 %                                     |                                             |

### Численность
Численность населения — 23 627 человек (на 1 января 2025 года), в том числе городское — 10 545 человек (Узда — 10 545 человек), сельское — 13 082 человек.
Численность населения — 23 864 человек (на 1 января 2024 года), в том числе в городских условиях (Узда) проживают — 10 691 человек (43,3 %), в сельских — 13 173 человек (56,7 %)

### Национальный состав
Национальный состав населения (по данным переписи населения 2009 года) выглядит следующим образом: белорусы составляют 93,24 % жителей района, русские — 4,34 %, украинцы — 0,86 %, поляки — 0,43 %, татары — 0,3 %. Также проживают небольшие общины армян (0,16 %), азербайджанцев (0,15 %), молдаван (0,06 %), корейцев (0,05 %) и грузин (0,04 %). Также по данным переписи населения, в Узденском районе, белорусский язык родным назвали 88,12 % опрошенных, а русский язык — 10,64 %. Однако, языком домашнего общения белорусский был назван 61,38 % жителей района, в то же время как русский язык — 35,93 % жителями Узденщины.

### Демография
В 2019 году 19,6 % населения района было в возрасте моложе трудоспособного, 53,0 % — в трудоспособном, 29,6 % — старше трудоспособного. Ежегодно в районе рождается 260—320 детей и умирает 340—420 человек. Коэффициент рождаемости — 12,1 на 1000 человек в 2017 году, коэффициент смертности — 16. Сальдо внутренней миграции в 2017 году положительное (+296 человек). В 2017 году в районе были заключены 161 брак (6,9 на 1000 человек) и 76 разводов (3,3). В 2018 году органами ЗАГС Узденского района было зарегистрировано 199 рождений новых жителей Узденщины. Отделом ЗАГС по городу было зарегистрировано 115 рождений, сельскими исполнительными комитетами — 84.  Родились 104 мальчика и 95 девочек.
| Численность населения (по годам) | Численность населения (по годам) | Численность населения (по годам) | Численность населения (по годам) | Численность населения (по годам) | Численность населения (по годам) | Численность населения (по годам) | Численность населения (по годам) | Численность населения (по годам) | Численность населения (по годам) |
| 1959                             | 1970                             | 1979                             | 1989                             | 1991                             | 1996                             | 1999                             | 2001                             | 2002                             | 2003                             |
| -------------------------------- | -------------------------------- | -------------------------------- | -------------------------------- | -------------------------------- | -------------------------------- | -------------------------------- | -------------------------------- | -------------------------------- | -------------------------------- |
| 33 700                           | ↘31 333                          | ↘28 220                          | ↘27 393                          | ↗27 900                          | ↗28 200                          | ↘27 633                          | ↘27 001                          | ↘26 610                          | ↘26 204                          |
| 2004                             | 2005                             | 2006                             | 2007                             | 2008                             | 2009                             | 2010                             | 2011                             | 2012                             | 2013                             |
| ↘25 769                          | ↘25 326                          | ↘24 822                          | ↘24 389                          | ↘24 062                          | ↘23 861                          | ↘23 562                          | ↘23 351                          | ↘23 114                          | ↘22 970                          |
| 2014                             | 2015                             | 2016                             | 2017                             | 2018                             | 2019                             | 2020                             | 2021                             | 2022                             | 2023                             |
| ↘22 915                          | ↗23 066                          | ↗23 215                          | ↗23 278                          | ↗23 481                          | ↗23 512                          |                                  |                                  |                                  | ↗ 23 820                         |

## Экономика
Выручка от реализации продукции, товаров, работ, услуг за 2017 год составила 205,2 млн рублей (около 102 млн долларов), в том числе 89,8 млн рублей пришлось на сельское, лесное и рыбное хозяйство, 64,2 млн на промышленность, 5,3 млн на строительство,  36,2 млн на торговлю и ремонт, 9,7 млн на прочие виды экономической деятельности.

### Промышленность
Крупнейшее промышленное предприятие района (более половины объёма промышленного производства в районе) — производитель готовой одежды ООО «Марк Формэль» (создано в 2009 году на базе КУП «Узденская швейная фабрика»). Среди других предприятий — РУП «Узденское ЖКХ» и ООО «Белкарпластик» (производитель деталей и узлов автомобилей из стеклопластика и композиционных материалов; 22% объёма промышленного производства в районе).

### Сельское хозяйство
Ведущее место в экономике Узденского района принадлежит сельскому хозяйству, которое специализируется на производстве молока и мяса, выращивании зерновых и зернобобовых культур, рапса, сахарной свеклы, льна и картофеля.
В 2017 году сельскохозяйственные организации района собрали 44,3 тыс. т зерновых и зернобобовых культур при урожайности 30,9 ц/га, 229 т льноволокна при урожайности 7,6 ц/га, 98,1 тыс. т сахарной свёклы при урожайности 602 ц/га. Под зерновые культуры в 2017 году было засеяно 14,8 тыс. га пахотных площадей, под лён — 0,3 тыс. га, под сахарную свёклу — 1,6 тыс. га, под кормовые культуры — 16,6 тыс. га.
В 2017 году сельскохозяйственные организации района реализовали 9,7 тыс. т мяса скота и птицы и произвели 50,8 тыс. т молока (средний удой — 5133 кг). На 1 января 2018 года в сельскохозяйственных организациях района содержалось 29,9 тыс. голов крупного рогатого скота, в том числе 9,8 тыс. коров.

### Заработная плата
Средняя зарплата работников в Узденском районе составила 82,4% от среднего уровня по Минской области.

## Инфраструктура

### Транспорт
Через район проходят автомобильная трасса Минск — Слуцк — Микашевичи. Город Узда соединен автомобильными дорогами с Копылем, Марьиной Горкой, Негорелым.

## Социальная инфраструктура

### Образование
В 2017/2018 учебном году в районе действовало 16 учреждений дошкольного образования, которые обслуживали 1040 детей, и 14 учреждений общего среднего образования, в которых обучалось 2483 ребёнка. Учебный процесс обеспечивал 321 учитель.
В Узде, помимо двух школ, действуют районная гимназия и Узденский государственный колледж (ранее-сельскохозяйственный профессиональный лицей).

### Здравоохранение
В 2016 году в организациях Министерства здравоохранения Республики Беларусь, расположенных на территории района, работало 69 практикующих врачей (29,6 на 10 тысяч человек) и 272 средних медицинских работника (116,8 на 10 тысяч человек). В больницах насчитывалась 161 койка (69,2 на 10 тысяч человек).
В Узде расположены центральная районная больница (новое здание на 220 коек построено в 1987 году) и поликлиника, в сельской местности — 19 фельдшерско-акушерских пунктов, 6 амбулаторий и 1 больница сестринского ухода. В районе расположены 2 здравпункта и 1 санаторий (УП «Санаторий «Подъельники» ОО «Белорусское товарищество инвалидов по зрению»). Аптечная сеть состоит из 4 городских и 2 сельских аптек Центральной районной аптеки № 21 Узденского района и 1 частной аптеки в Узде.

## Культура
В 2017 году публичные библиотеки района посетили 10,2 тыс. человек, которым было выдано 169,7 тыс. экземпляров книг и журналов. В 2017 году в районе действовало 14 клубов.
Действует Узденский районный историко-краеведческий музей с 12 тыс. музейных предметов основного фонда. В 2016 году его посетили 12,1 тыс. человек.

### Религия
В Узденском районе действуют 5 православных общин, 3 общины евангельских христиан-баптистов, 2 общины христиан веры евангельской (пятидесятников), по одной римско-католической и мусульманской общине

## Достопримечательность

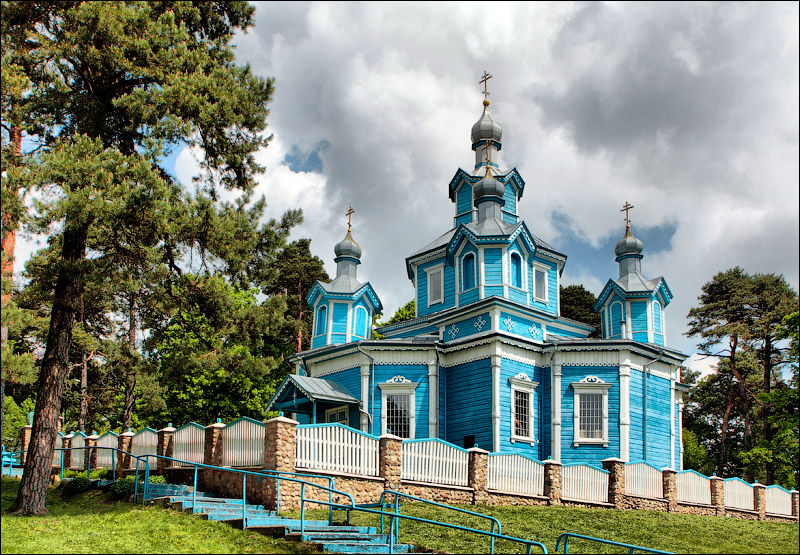
Покровская церковь в Хотлянах

Согласно постановлению Совета Министров Республики Беларусь от 30 мая 2005 года Узденский район был включён в состав Минской туристической зоны. На территории района расположены 22 памятника археологии, 7 памятников архитектуры, 108 воинских захоронений и 55 памятных мест земляков и событий Великой Отечественной войны.
Среди памятников археологии, архитектуры и истории, которые сохранились в Узденском районе можно выделить Петропавловскую церковь (XIX века) в Озере, курган в Теплени, руины бывшей усадьбы Наркевичей-Ёдков в д. Наднёман, Кухчицкую усадьбу и руины кальвинистского храма (XVI века) в пос. Первомайск и другие.

### Памятник природы, заказник
- «Ленчино» — заказник местного значения
- «Истоки реки Неман» — заказник местного значения

## Спорт
В Узде базируется футбольный клуб «Узда», с 2014 года выступающий во Второй лиге национального чемпионата по футболу.

## Известные уроженцы
Герои Советского Союза — уроженцы Узденского района
- Владимир Григорьевич Карачун (14 марта 1914—25 июня 1998), д. Кухтичи
- Иван Семёнович Козич (3 марта 1920—1 октября 2000), д. Старые Морги[46]

Герои Социалистического Труда — уроженцы Узденского района 
- Иван Максимович Сокольчик (26 августа 1928—14 июля 2019), д. Рыбаковщина
- Константин Васильевич Шавель (12 августа 1931—31 мая 2005)
- Кондрат Кондратович Крапива (5 марта 1896—7 января 1991), д. Низок

Другие люди, родившиеся на Узденщине
- Антон Петрович Белевич (1914) д.Дубровка
- Владимир Зенонович Завитневич (2 апреля 1853—март 1927), д. Литвяны
- Павлюк Трус (6 мая 1904—30 августа 1929), д. Низок
- Алесь Иванович Якимович (17 января 1904—15 января 1979), д. Чурилово
- Пётр Фёдорович Глебка (23 июня 1905—18 декабря 1969), д. Великая Уса
- Николай Станиславович Казак (род. 29 октября 1945), д. Дещенка